# 기센

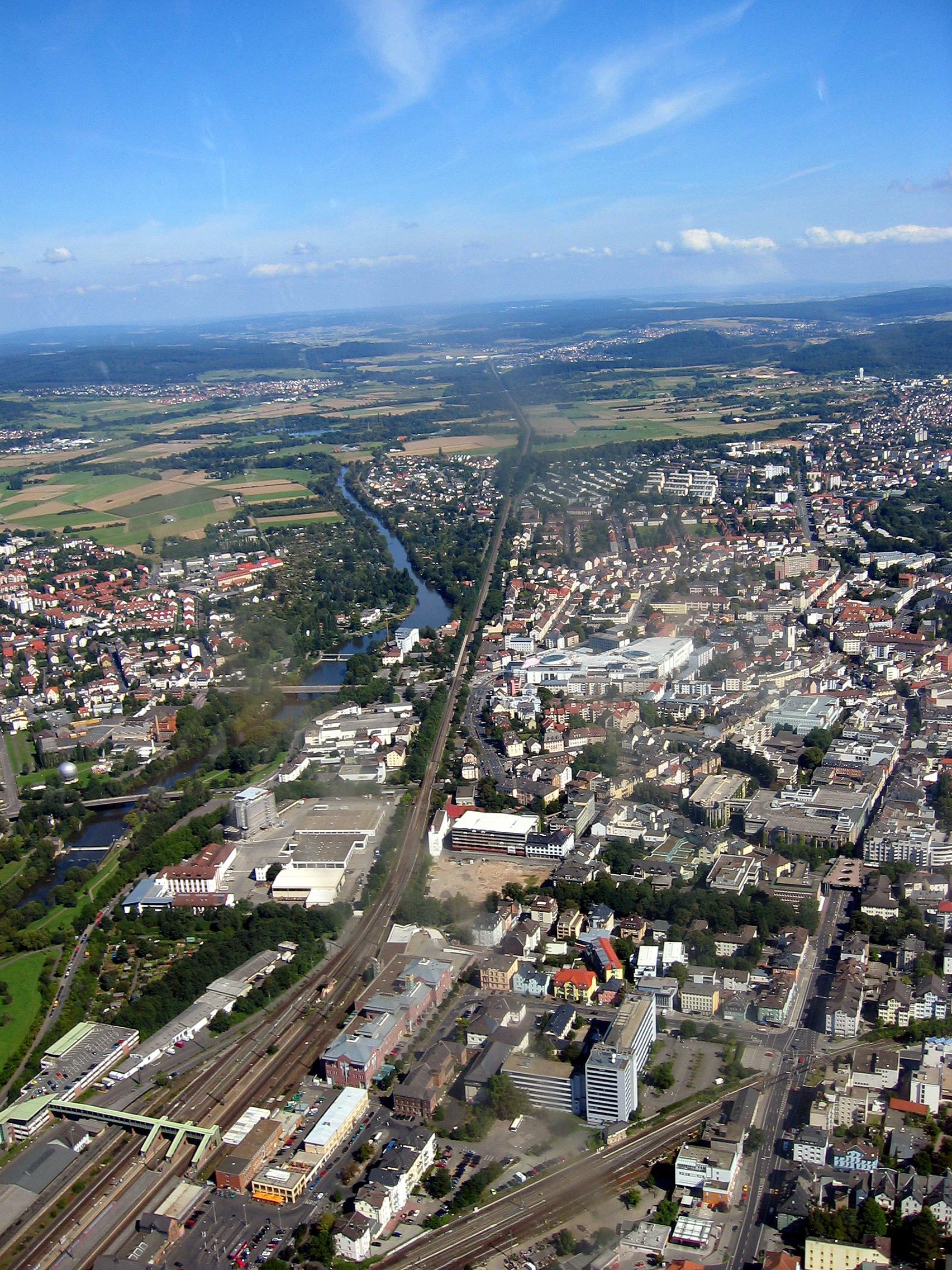
기센

기센(독일어: Gießen)은 독일 중부 헤센주에 있는 도시이다. 인구 76,090(2009).
란강 연안에 위치하며, 베츨라어 동쪽에 인접하며, 프랑크푸르트암마인에서 북쪽으로 50 km 떨어져 있다. 1152년 연못에 둘러쌓인 성곽이 건설되었고, 1197년 Giezzen이라는 이름으로 문헌에 처음 언급되었다. 1567년 헤센마르부르크, 1604년 헤센다름슈타트 방백령에 귀속되었고, 1607년 기센 대학교가 창립된 이후에는 교육·문화 중심지로 알려졌다. 1806년 방백령이 헤센 대공국으로 개편되어 오버헤센의 중심지가 되었다. 제2차 세계 대전 때 크게 파괴되었으나, 옛 성곽·수도원 등이 잘 보존되어 있다. 기센 대학교는 이 곳의 교수였던 유명한 화학자 유스투스 폰 리비히의 이름을 기려 기센 유스투스 리비히 대학교로 명칭이 변경되었다.

시 문장

## 기후
| Giessen의 기후           | Giessen의 기후 | Giessen의 기후 | Giessen의 기후 | Giessen의 기후 | Giessen의 기후 | Giessen의 기후 | Giessen의 기후 | Giessen의 기후 | Giessen의 기후 | Giessen의 기후 | Giessen의 기후 | Giessen의 기후 | Giessen의 기후 |
| 월                       | 1월            | 2월            | 3월            | 4월            | 5월            | 6월            | 7월            | 8월            | 9월            | 10월           | 11월           | 12월           | 연간           |
| ------------------------ | -------------- | -------------- | -------------- | -------------- | -------------- | -------------- | -------------- | -------------- | -------------- | -------------- | -------------- | -------------- | -------------- |
| 일평균 최고 기온 °C (°F) | 3 (37)         | 4 (40)         | 8 (47)         | 13 (56)        | 18 (65)        | 21 (70)        | 23 (73)        | 22 (71)        | 18 (65)        | 12 (54)        | 7 (44)         | 3 (38)         | 13 (55)        |
| 일평균 최저 기온 °C (°F) | −2 (28)        | −2 (29)        | 1 (33)         | 3 (38)         | 8 (46)         | 11 (51)        | 13 (55)        | 12 (53)        | 9 (48)         | 5 (41)         | 2 (35)         | −1 (30)        | 5 (41)         |
| 평균 강수량 mm (인치)    | 46 (1.8)       | 36 (1.4)       | 36 (1.4)       | 41 (1.6)       | 51 (2)         | 61 (2.4)       | 74 (2.9)       | 61 (2.4)       | 48 (1.9)       | 56 (2.2)       | 46 (1.8)       | 51 (2)         | 600 (23.7)     |
| 출처: Weatherbase        |                |                |                |                |                |                |                |                |                |                |                |                |                |